# Orimarga (Orimarga) nudivena
Orimarga (Orimarga) nudivena is een tweevleugelige uit de familie steltmuggen (Limoniidae). De soort komt voor in het Palearctisch gebied.